# كارلوس كارنيرو (كرة يد)
كارلوس كارنيرو (بالبرتغالية: Carlos Carneiro‏) مواليد 3 مارس 1982 في غيمارايس، البرتغال، هو لاعب كرة يد برتغالي يلعب كوسط. يلعب حاليا مع سبورتينغ كلاب. مثل منتخب البرتغال لكرة اليد.

## الإنجازات
- الدوري البرتغالي لكرة اليد الدرجة الأولى: 2004–05
- الدوري البرتغالي لكرة اليد الدرجة الأولى: 2007–08